# Charles Seife
Charles Seife – amerykański publicysta popularnonaukowy i matematyk, wykładowca dziennikarstwa na Uniwersytecie Yale.

## Życiorys
Z wykształcenia jest matematykiem (magisterium na Uniwersytecie Yale). Przez wiele lat był dziennikarzem w Science. Jego liczba Erdősa wynosi 4. Wśród jego zainteresowań znajduje się teoria prawdopodobieństwa oraz sztuczna inteligencja. Za powieść Zero. Niebezpieczna idea został uhonorowany nagrodą PEN/Martha Albrand za debiut w dziedzinie literatury faktu. Swoje prace publikował w: Earth, The Economist, The Journal of Neuropathology and Experimental Neurology, The Mail on Sunday, New Scientist, Newsday, The Philadelphia Inquirer, Physical Review Letters, Princeton Alumni Weekly, Science, Science Now / INSCiGHT newswire, The Sciences, Scientific American, The Trenton Times, UPI, The Washington Post, The Wilson Quarterly, Wired, Wired UK.